# Japansk vin
Japansk vin eller pragtvin (Vitis coignetiae), også skrevet Pragt-Vin, (japansk: Yama-budo) er en kraftigtvoksende, løvfældende klatreplante. grenene har brun marv. Frugterne smager bittert, men de er meget eftertragtet af drosselfugle. Der presses en olie af frøene, og bærrene kan bruges til vinfremstilling.

## Beskrivelse
Barken er først lodden med rustbrune hår. Senere bliver den glat og rødbrun, og til sidst er den gråbrun og skaller af i lange strimler. Knopperne sidder spredt, og de er kegleformede og rødlige. 
Bladene er meget store, næsten runde med en hjerteformet indskæring ved stilken. Randen er svagt tandet med små tænder. Oversiden er mat, mørkegrøn og rynket, mens undersiden er beklædt med et tæt fil af brunlige hår. Høstfarven er kraftigt rød. Blomstringen sker i juli, men den er ikke meget synlig med de bittesmå, grønne blomster inde bag bladene. Frugterne er duggede, sorte bær med kerner, der ikke modner ordentligt i Danmark.
Rodnettet består af vidtrækkende og dybtgående hovedrødder, som er tæt forgrenede. 
Højde x bredde og årlig tilvækst: 15 x 3 m (300 x 30 cm/år).

## Hjemsted
Pragtvin hører hjemme i de frodige skove i det nordlige Japan og i Nordkorea. Blandede skove med både løv- og nåletræer findes på den nordlige, japanske ø, Hokkaido. 
I lavlandet ved byen Kuromatsunai (0-750 m højde) har den japanske bøg sin nordligste udbredelse. I denne skov findes pragtvin som lian sammen med bl.a. etagekornel, japansk bøg, japansk humlebøg, japansk lind, japansk løn, japansk magnolia, jessogran, kalopanax, kamtjatkabirk, kurilerbambus, monoløn, Quercus crispula (en art af eg), Rhus ambigua (en art af sumak), sakhalinkirsebær, sakhalinædelgran, stikkelsbærkiwi og uægte hortensia

## Anthocyaniner
Druernes intense, røde farve skyldes indholdet af anthocyaniner (diglucosiderne cyanidin, petunidin, peonidin og glucosiderne delphinidin og malvidin). Disse stoffer viser sig – under laboratorieforhold - at modvirke dannelse af kræftceller i tarmen

## Galleri
|  |  |  |  |